# Linowo (gmina)
Linowo – dawna gmina wiejska istniejąca do 1932 roku w woj. poleskim (obecnie na Białorusi). Siedzibą gminy było Linowo.
W okresie międzywojennym gmina należała do powiatu prużańskiego w woj. poleskim. 22 stycznia 1926 roku do gminy Linowo przyłączono części obszaru zniesionych gmin Bajki, Szenie i Mikitycze oraz część obszaru (nie zniesionej) gminy Horodeczno.
1 kwietnia 1932 gminę Linowo zniesiono, a jej obszar włączono do gmin Malecz, Prużana i Szereszów.